# Allium henryi
Allium henryi är en amaryllisväxtart som beskrevs av Charles Henry Wright. Allium henryi ingår i släktet lökar, och familjen amaryllisväxter. Inga underarter finns listade i Catalogue of Life.